# Riksvei 4
Der Riksvei 4 (Rv 4; nynorsk: Riksveg 4 - Reichsstraße 4) ist eine norwegische Fernverkehrsstraße. Die Straße läuft über 140 Kilometer in den Provinzen Oslo, Akershus und Innlandet von Oslo im Süden in nördlicher Richtung über den See Einavatnet zum See Mjøsa und an diesem entlang, bis sie am Westende der Brücke Mjøsbrua 29 km südlich von Lillehammer an der ebenfalls von Oslo kommenden, aber weiter östlich verlaufenden Europastraße 6 endet.

## Strecke

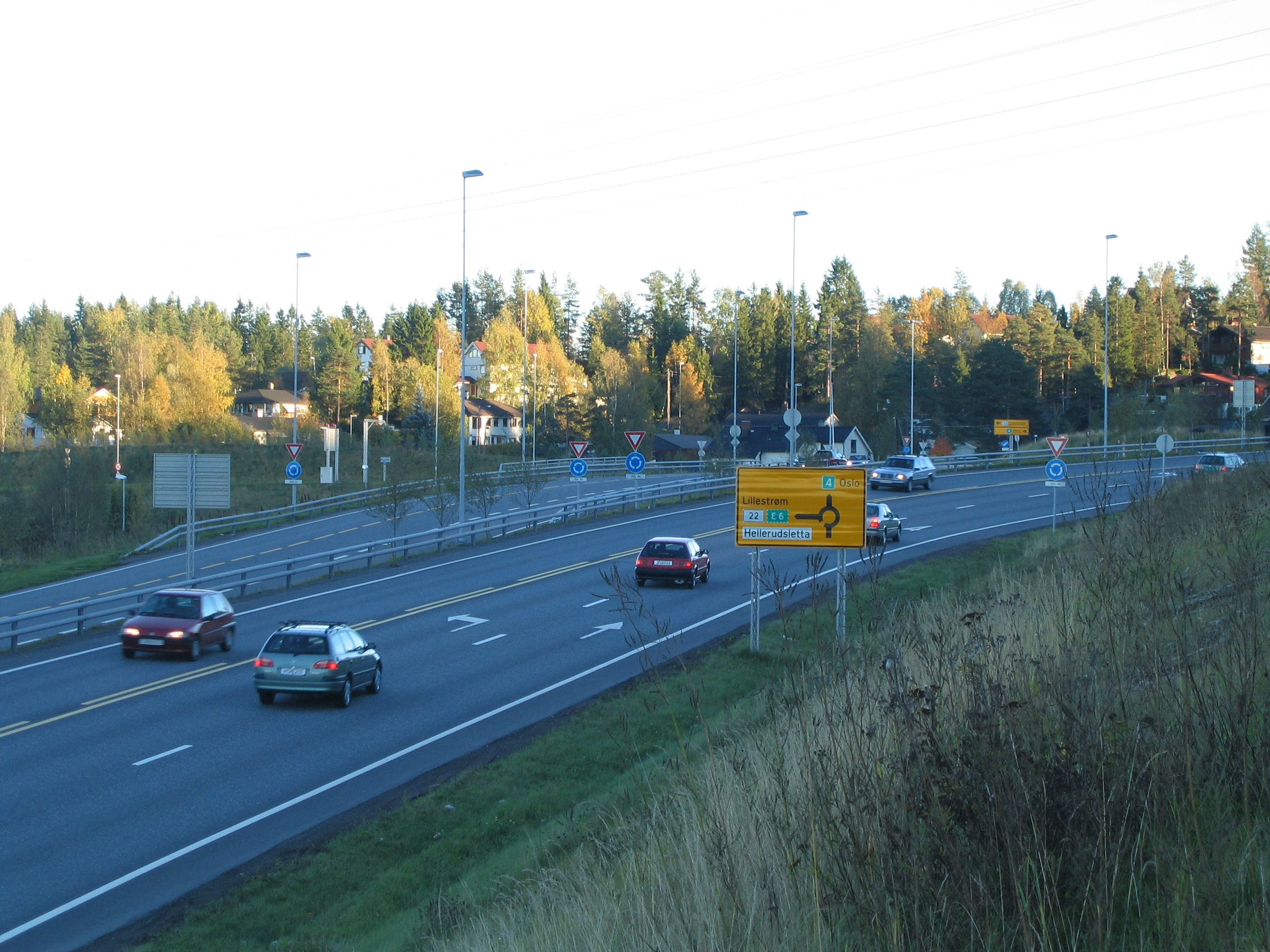
Abzweig des Rv 22 bei Gjelleråsen (2005)

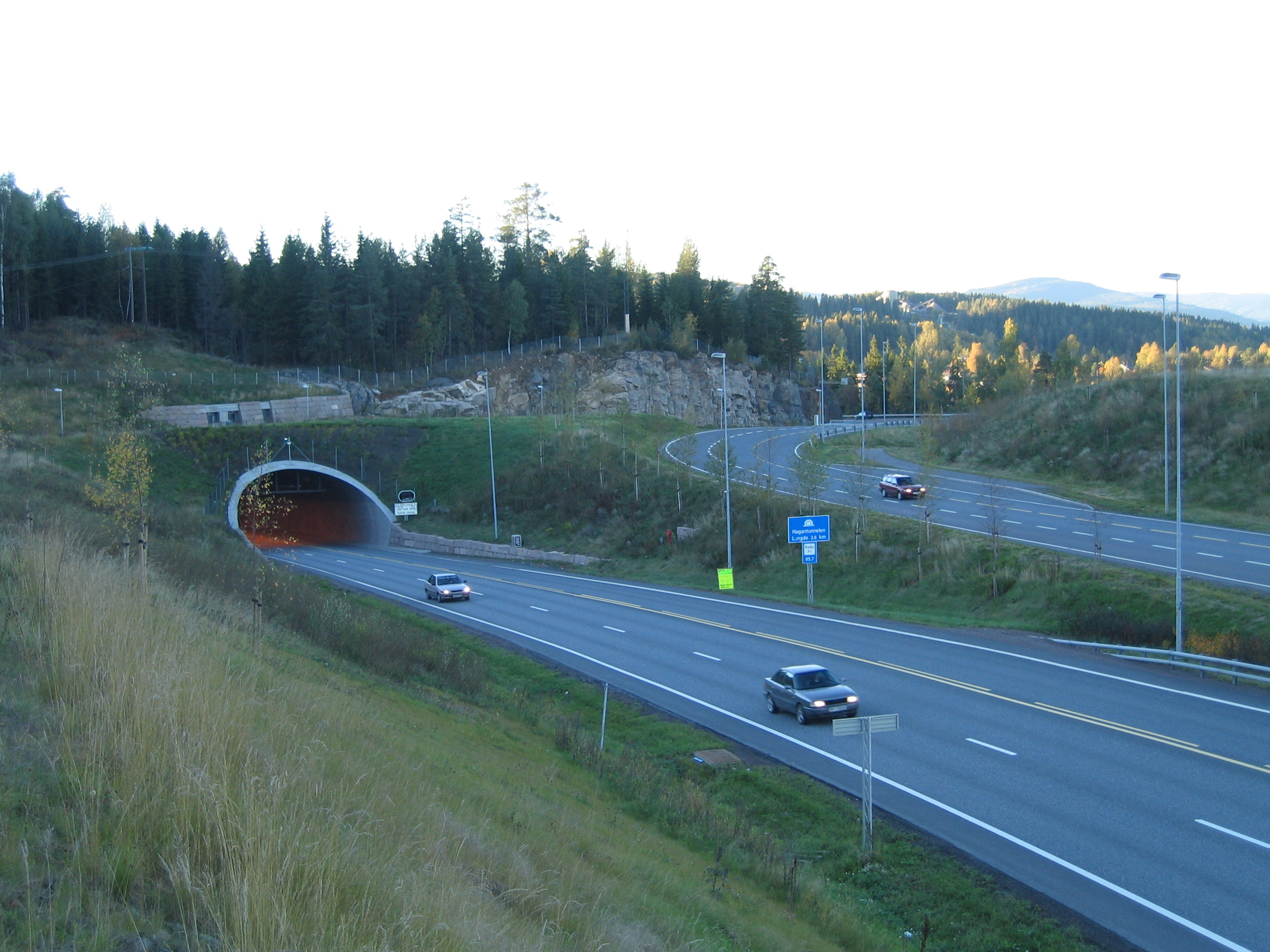
Der Hagantunnel in Nittedal (2005)

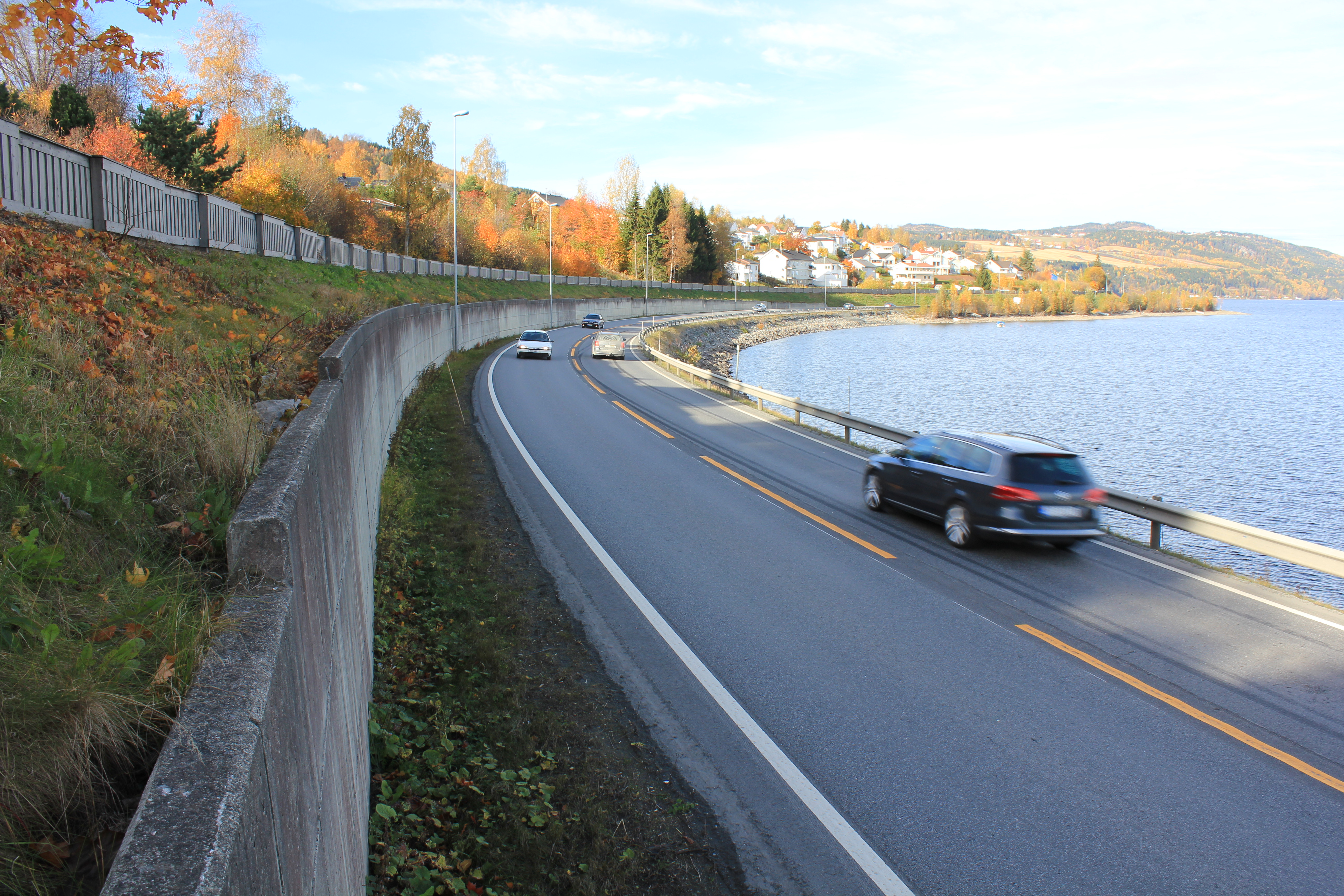
Die Straße in Gjøvik mit der „Berliner Mauer“

Die Straße beginnt in Oslo als Trondheimsveien, führt am Synsenkrysset über den Ring 3 und weiter über den niedrigen Pass Gjelleråsen und durch den Hagantunnel in der Kommune Nittedal. Sie setzt sich an Harestua und Grua in der Kommune Lunner vorbei zur von Osten kommenden Einmündung der Europastraße 16 fort, mit der sie durch Roa und einige Kilometer gemeinsam verläuft, bis diese nach Westen über Jevnaker und Hønefoss abbiegt. Der Rv 4 führt nach Norden durch die Landschaft Hadeland mit Gran und Jaren und erreicht in Einavoll den See Einavatnet, dessen Ostufer sie folgt. An Raufoss vorbei wird Gjøvik am Mjøsa erreicht. Der Rv 4 folgt dessen Ostufer über 16 km und trifft an der Mjøsbrua bei Biri auf die hier den See querende E 6.

## Geschichte
Der Riksvei 4 war früher für den Fernverkehr von größerer Bedeutung, denn er war die kürzeste Verbindung von Oslo nach Lillehammer. Ihre Bedeutung für den Fernverkehr hat die Straße großenteils an die besser ausgebaute Europastraße 6 verloren.